# Karwów (gromada)
Karwów (od 29 II 1956 Oficjałów) – dawna gromada, czyli najmniejsza jednostka podziału terytorialnego Polskiej Rzeczypospolitej Ludowej w latach 1954–1972.
Gromady, z gromadzkimi radami narodowymi (GRN) jako organami władzy najniższego stopnia na wsi, funkcjonowały od reformy reorganizującej administrację wiejską przeprowadzonej jesienią 1954 do momentu ich zniesienia z dniem 1 stycznia 1973, tym samym wypierając organizację gminną w latach 1954–1972.
Gromadę Karwów z siedzibą GRN w Karwowie utworzono – jako jedną z 8759 gromad na obszarze Polski – w powiecie opatowskim w woj. kieleckim, na mocy uchwały nr 13f/54 WRN w Kielcach z dnia 29 września 1954. W skład jednostki weszły obszary dotychczasowych gromad Oficjałów, Okalina kolonia, Okalina wieś, Gojców, Karwów, Wąworków i Niksiałka Mała ze zniesionej gminy Opatów w tymże powiecie. Dla gromady ustalono 19 członków gromadzkiej rady narodowej.
Gromadę Karwów zniesiono 29 lutego 1956 w związku z przeniesieniem siedziby GRN z Karwowoa do Oficjałowa i przemianowaniem jednostki na gromada Oficjałów.